# ホワイトハウス報道官
ホワイトハウス報道官（ホワイトハウスほうどうかん、英: White House Press Secretary）は、アメリカ合衆国連邦政府の主要なスポークスパーソンとしての任を担う、ホワイトハウスの高官である。
現在は、カロリン・クレア・リーヴィット（2025年1月20日 - ）が務める。

## 概要
ホワイトハウスのウエストウイングを統括する大統領首席補佐官の下には、上位ランクから
- 大統領補佐官（国家安全保障問題担当大統領補佐官など） Assistant to the President
- 大統領補佐官代理（大統領副補佐官とも） Deputy Assistant to the President
- 大統領特別補佐官 Special Assistant to the President

が配置されているが、ホワイトハウス報道官は、いずれかを兼務している。
なお、「報道官」という訳語が定着する前は「新聞係秘書」が使われていた。

## 職務
政府内や世界中で起こる出来事に関する情報の収集、及びメディア向け情報のタイムリーかつ正確な方法による取得が職務の中心である。情報は、大統領の予定の概要、大統領が面会したり呼び出したり対話を持った人物、その日のニュースに関する政府の公式見解などを含む。
伝統的に、情報公開や記者会見（通常テレビで放送される）、「press gaggles」（通常書き取りは可能だがビデオ録画が許されない、略式の状況説明）の際に記者団の質問に答える。
ホワイトハウス報道官には、しばしば報道関係者が任命されている。

## 歴代報道官
| 代 | 在任期間                                                                                               | 画像                     | 報道官                             | 大統領                     |
| --- | --- | ------------------------ | ---------------------------------- | -------------------------- |
| 1 | 1929年3月4日 - 1931年3月16日 （2年, 12日間）                                                           |                          | ジョージ・E・エイカーソン          | ハーバート・フーヴァー     |
| 2 | 1931年3月16日 - 1933年3月4日 （1年, 353日間）                                                          |                          | セオドア・ジョスリン               | ハーバート・フーヴァー     |
| 3 | 1933年3月4日 - 1945年3月29日 （12年, 25日間）                                                          |                          | スティーヴン・アーリー             | フランクリン・ルーズベルト |
| 4 | 1945年3月29日 - 1945年5月15日 （47日間）                                                               |                          | ジョナサン・ダニエルズ             | ハリー・トルーマン         |
| 5 | 1945年5月15日 - 1950年12月5日 （5年, 204日間）                                                         |                          | チャーリー・ロス                   | ハリー・トルーマン         |
| (臨時) | 1950年12月5日 - 1950年12月18日 （13日間）                                                              |                          | スティーヴン・アーリー             | ハリー・トルーマン         |
| 6 | 1950年12月5日 - 1952年9月18日 （1年, 288日間）                                                         |                          | ジョーゼフ・ショート               | ハリー・トルーマン         |
| 7 | 1952年9月18日 - 1953年1月20日 （124日間）                                                              |                          | ロジャー・タビー                   | ハリー・トルーマン         |
| 8 | 1953年1月20日 - 1961年1月20日 （8年, 0日間）                                                           |                          | ジェームズ・ハガティ               | ドワイト・アイゼンハワー   |
| 9 | 1961年1月20日 - 1964年3月19日 （3年, 59日間）                                                          |                          | ピエール・サリンジャー             | ジョン・ケネディ           |
| 9 | 1961年1月20日 - 1964年3月19日 （3年, 59日間）                                                          | リンドン・ジョンソン     | ピエール・サリンジャー             |                            |
| 10 | 1964年3月19日 - 1965年7月8日 （1年, 111日間）                                                          |                          | ジョージ・リーディ                 |                            |
| 11 | 1965年7月8日 - 1967年2月1日 （1年, 208日間）                                                           |                          | ビル・モイヤーズ                   |                            |
| 12 | 1967年2月1日 - 1969年1月20日 （1年, 354日間）                                                          |                          | ジョージ・クリスチャン             |                            |
| 13 | 1969年1月20日 - 1974年8月9日 （5年, 201日間）                                                          |                          | ロン・ジーグラー                   | リチャード・ニクソン       |
| 14 | 1974年8月9日 - 1974年9月9日 （31日間）                                                                 |                          | ジェラルド・ターホースト           | ジェラルド・フォード       |
| 15 | 1974年9月9日 - 1977年1月20日 （2年, 133日間）                                                          |                          | ロン・ネッセン                     | ジェラルド・フォード       |
| 16 | 1977年1月20日 - 1981年1月20日 （4年, 0日間）                                                           |                          | ジョディ・パウエル                 | ジミー・カーター           |
| 17 | 1981年1月20日 - 1981年3月30日 （事実上) 1981年1月20日 - 1989年1月20日 （名目上) （69日間/ 8年, 0日間） |                          | ジェイムズ・ブレイディ 1           | ロナルド・レーガン         |
| (臨時) | 1981年3月30日 - 1987年2月1日 （5年, 308日間）                                                          |                          | ラリー・スピークス 2               | ロナルド・レーガン         |
| (臨時) | 1987年2月1日 - 1989年1月20日 1989年1月20日 - 1993年1月20日 （5年, 354日間）                            |                          | マーリン・フィッツウォーター 2     | ロナルド・レーガン         |
| 18 | 1987年2月1日 - 1989年1月20日 1989年1月20日 - 1993年1月20日 （5年, 354日間）                            | ジョージ・H・W・ブッシュ | マーリン・フィッツウォーター 2     |                            |
| 19 | 1993年1月20日 - 1994年12月22日 （1年, 336日間）                                                        |                          | ディー・ディー・マイヤーズ 3       | ビル・クリントン           |
| ー | 1993年1月20日 - 1993年6月7日 （138日間）                                                               |                          | ジョージ・ステファノプロス4 事実上 | ビル・クリントン           |
| 20 | 1994年12月22日 - 1998年8月4日 （3年, 225日間）                                                         |                          | マイク・マカリー                   | ビル・クリントン           |
| 21 | 1998年8月4日 - 2000年9月29日 （2年, 56日間）                                                           |                          | ジョー・ロックハート               | ビル・クリントン           |
| 22 | 2000年9月30日 - 2001年1月20日 （112日間）                                                              |                          | ジェイク・ジーベルト               | ビル・クリントン           |
| 23 | 2001年1月20日 - 2003年7月15日 （2年, 176日間）                                                         |                          | アリ・フライシャー                 | ジョージ・W・ブッシュ      |
| 24 | 2003年7月15日 - 2006年5月10日 （2年, 299日間）                                                         |                          | スコット・マクレラン               | ジョージ・W・ブッシュ      |
| 25 | 2006年5月10日 - 2007年9月14日 （1年, 127日間）                                                         |                          | トニー・スノウ                     | ジョージ・W・ブッシュ      |
| 26 | 2007年9月14日 - 2009年1月20日 （1年, 128日間）                                                         |                          | デイナ・ペリーノ                   | ジョージ・W・ブッシュ      |
| 27 | 2009年1月20日 - 2011年2月11日 （2年, 22日間）                                                          |                          | ロバート・ギブズ                   | バラク・オバマ             |
| 28 | 2011年2月11日 - 2014年6月20日 （3年, 129日間）                                                         |                          | ジェイ・カーニー                   | バラク・オバマ             |
| 29 | 2014年6月20日 - 2017年1月20日 （2年, 214日間）                                                         |                          | ジョシュ・アーネスト               | バラク・オバマ             |
| 30 | 2017年1月20日 - 2017年7月21日 （182日間）                                                              |                          | ショーン・スパイサー               | ドナルド・トランプ         |
| 31 | 2017年7月21日 - 2019年7月1日 （1年, 345日間）                                                          |                          | サラ・ハッカビー・サンダース       | ドナルド・トランプ         |
| 32 | 2019年7月1日 - 2020年4月7日 （281日間）                                                                |                          | ステファニー・グリシャム 5         | ドナルド・トランプ         |
| 33 | 2020年4月7日 - 2021年1月20日 （288日間）                                                               |                          | ケイリー・マケナニー               | ドナルド・トランプ         |
| 34 | 2021年1月20日 - 2022年5月13日 （1年, 113日間）                                                         |                          | ジェン・サキ                       | ジョー・バイデン           |
| 35 | 2022年5月13日 - 2025年1月20日 （2年, 253日間）                                                         |                          | カリーヌ・ジャン＝ピエール6        | ジョー・バイデン           |
| 36 | 2025年1月20日 - 現職 （97日)                                                                           |                          | カロリン・クレア・リーヴィット     | ドナルド・トランプ         |
| 1レーガン大統領暗殺未遂事件で負傷し半身不随となった後は、記者会見を行うことはなかった。 2 事実上の報道官（ホワイトハウス報道官代理）。 3ステファノプロスがホワイトハウス広報部長に在任中は、記者会見を行うことはなかった。 4 事実上の報道官（ホワイトハウス広報部長）。 5 在任中1度も定例記者会見を行うことはなかった。 6黒人女性、また性的マイノリティであることを公表している人として初のホワイトハウス報道官である。 | |                          |                                    |                            |